# Saltaire
Saltaire est une ville industrielle, modèle de l'époque victorienne, située dans le Yorkshire de l'Ouest en Angleterre et inscrite depuis 2001 sur la liste du patrimoine mondial.
Les bâtiments publics, les fabriques et les logements sont construits dans le style de l'époque. L'état de conservation permet d'avoir une image du paternalisme industriel de la seconde moitié du XIXe siècle.

## Galerie photographique

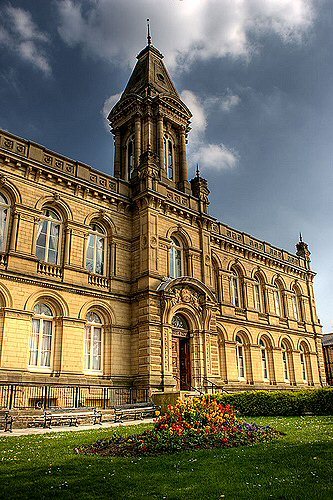
Victoria Hall
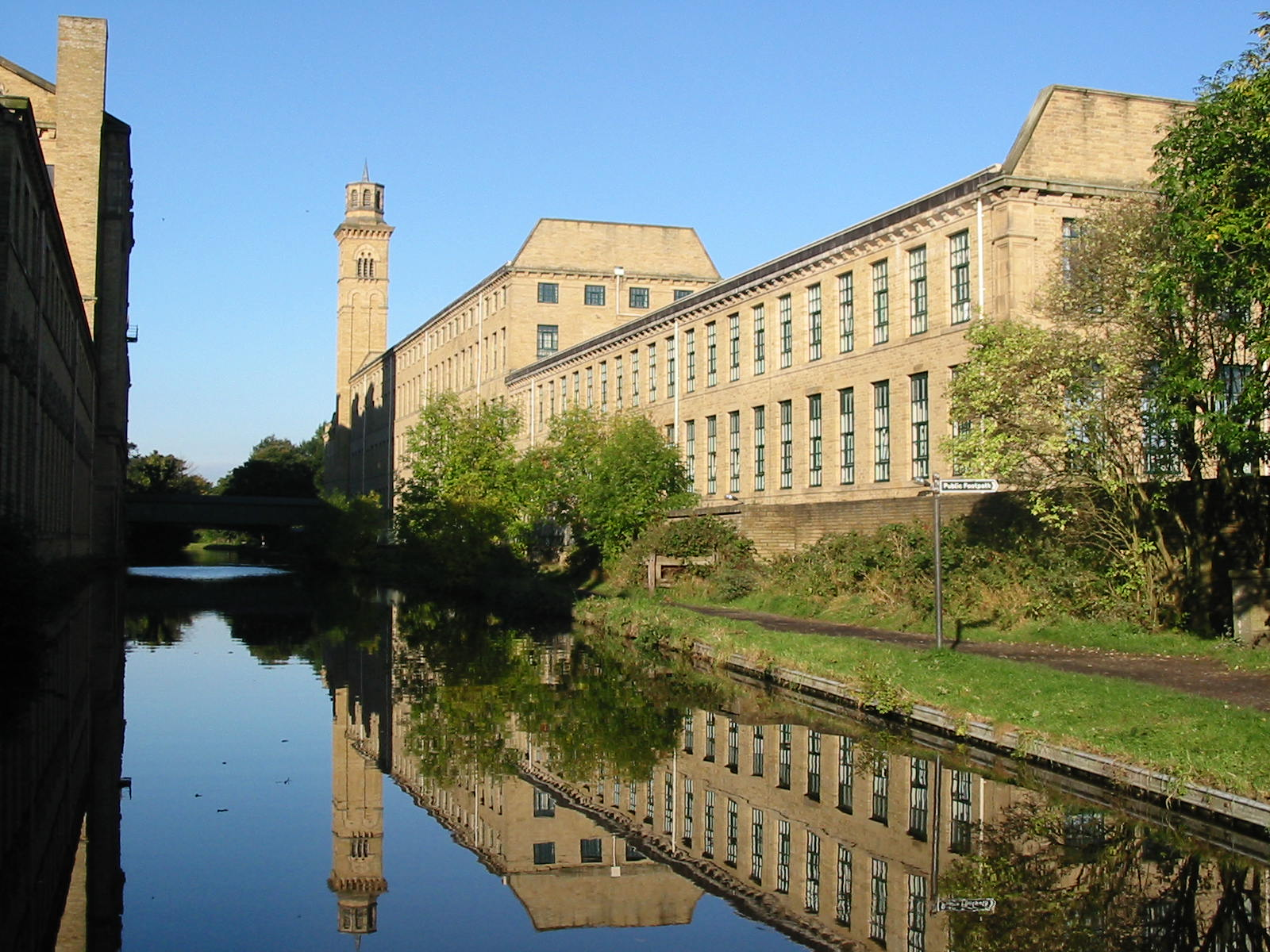
Usine à Saltaire
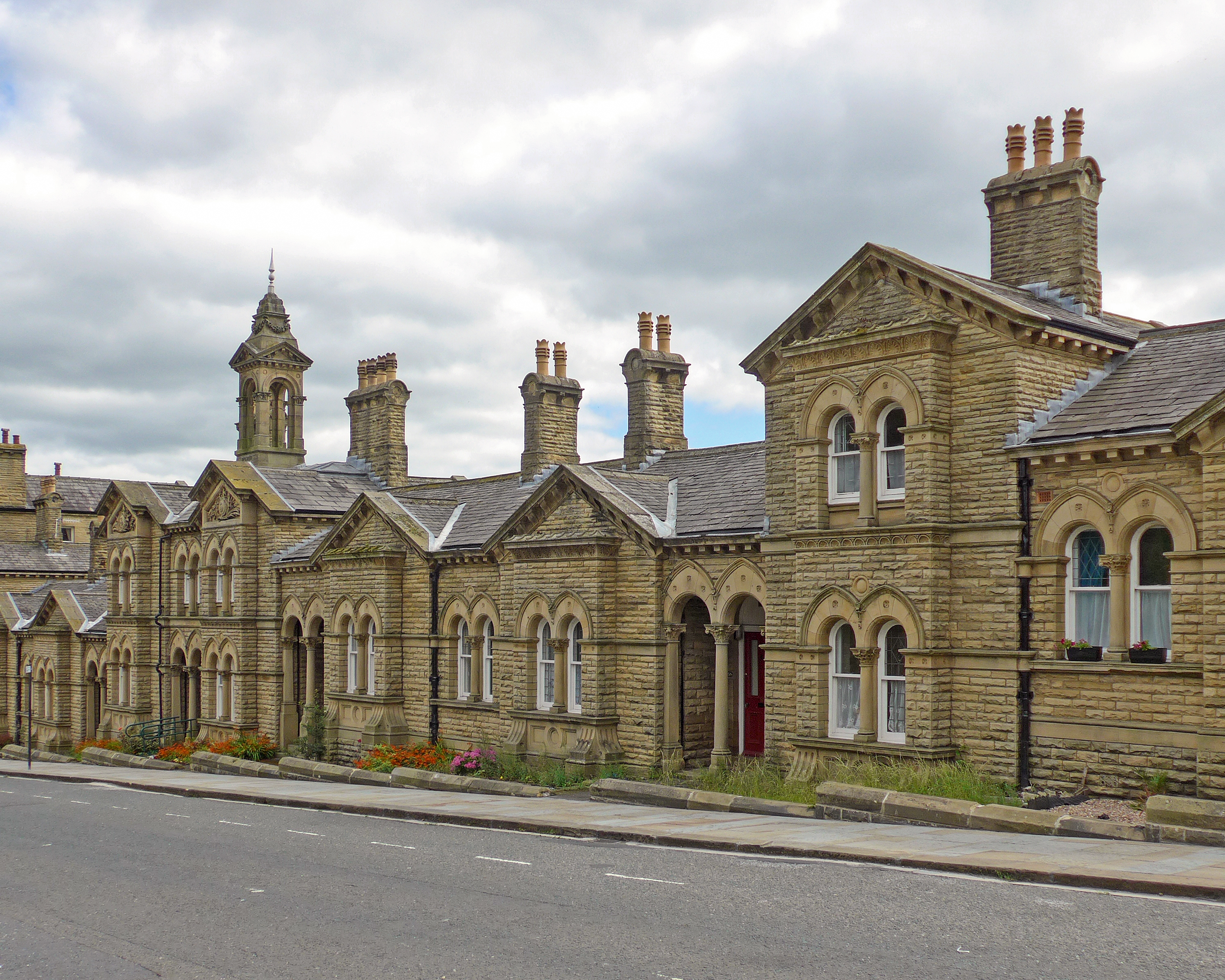
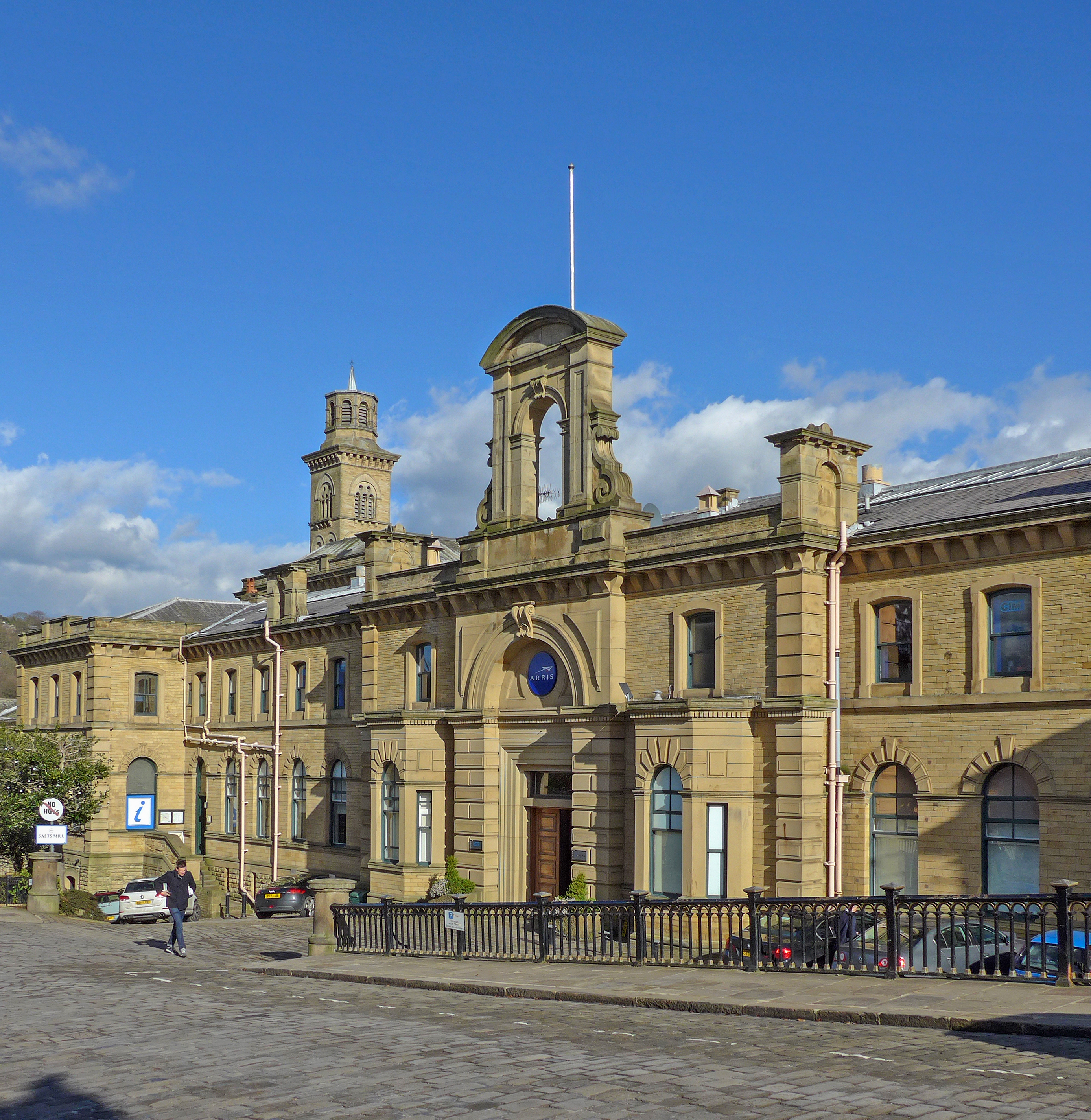